# Katarinia teledapoides
Katarinia teledapoides är en skalbaggsart som beskrevs av Holzschuh 1998. Katarinia teledapoides ingår i släktet Katarinia och familjen långhorningar. Inga underarter finns listade i Catalogue of Life.